# Григоренко, Валерий Маркович
Валерий Маркович Григоренко (21 августа 1939, Харьковский район, Харьковская область — 25 июня 2012, Москва) — русский советский композитор, хоровой дирижёр, музыкальный редактор.

## Биография
Учился в Московском хоровом училище (1948—1957), затем — на хоровом отделении Московской консерватории по специальности «хоровое дирижирование» (1958—1963). Его педагогами были выдающиеся музыканты: Александр Васильевич Свешников, Николай Иванович Демьянов, Теодор Фридрихович Мюллер, Сергей Сергеевич Благообразов — музыканты, воспитавшие замечательную плеяду композиторов, хоровых дирижёров, педагогов.
Воспоминания Валерия Григоренко о годах, проведённых в Московском хоровом училище, опубликованы в сборнике «Особняк на Большой Грузинской»
В студенческие годы Валерий Григоренко участвовал в этнографических экспедициях по Северу России и Сибири.
Был старшим научным редактором (1977—1987) а затем заведующим (1987—1992) редакции вокальной литературы издательства «Советский композитор», начальником издательского управления издательско-производственной фирмы «Россия» (1992—1993), главным редактором музыкального издательства «Кифара» (1995, 1997—2005). Отличник печати СССР (1980).
Валерий Григоренко активно участвовал в деятельности Музыкального общества Московской области, внес большой вклад в развитие и поддержку творчества самодеятельных коллективов и композиторов Подмосковья.
В течение многих лет участвовал в работе жюри Есенинского конкурса молодых композиторов России «Рябиновые грёзы»
Член Союза композиторов России (1976) и Союза композиторов СССР.

## Творчество
Валерий Григоренко создавал произведения для смешанного хора, солистов и симфонического оркестра, а также в жанре хоровой миниатюры. Его произведения созданы на стихи советских поэтов (А. Твардовского, Н. Асеева, М. Танка, К. Кулиева, В. Семернина, В. Харитонова, В. Татаринова, Б. Дубровина, А. Вознесенского и др.) и русских классиков (А. Блока, Н. Гоголя).

«Для Григоренко данное жанровое ограничение было продиктовано не только особенностями творческой биографии. Оно обусловлено также органичной потребностью претворения в хоровом звучании обширного народно-песенного материала, собранного композитором в фольклорных экспедициях. Творческим отражением живых контактов композитора с фольклором явились многочисленные хоровые обработки народных песен и оригинальные сочинения для академического либо народного хора (иногда и для обоих вместе), связанные в той или иной мере с народными темами и образами. Народное творчество становится для композитора сокровищницей не только мелодий, но и поэтических образов, определяет стилевую основу его музыки.»
— Ю.Паисов. ВАЛЕРИЙ ГРИГОРЕНКО
Важное направление творчества Валерия Григоренко представлено духовной музыкой.
Особый раздел творчества В. Григоренко образуют хоровые обработки русских народных песен. Среди песен, обработанных композитором,— образцы Пермской, Владимирской, Рязанской, Тульской областей. Преобладают лирические и свадебные, особый интерес представляют рекрутские, «разбойные», исторические песни.
Валерий Григоренко разрабатывал возможности современной хоровой музыки, продолжая традиции российской хоровой культуры, наивысшие достижения которой связываются с именами Д. Шостаковича, Г. Свиридова, Р. Щедрина, Н. Сидельникова, А. Шнитке, С. Слонимского, В. Гаврилина.
Произведения Валерия Григоренко исполнялись такими коллективами, как Академический хор русской песни ЦТ и ВР, Московский государственный хор, Московский камерный хор, Ансамбль песни и пляски Московского военного округа под упр. Владимира Гордеева, Пермский камерный хор.

### Основные произведения
Произведения для академического хора
- «Ты взойди-ка, красно солнышко». Слова народные, 1960; Изд.: Григоренко В. Хоровые произведения.— М., 1973.
- «Тайга-тайга». Стихи В. Семернина, 1960; Изд.: Григоренко В. Хоровые произведения.— М., 1973.
- «Грозы и ливни». Стихи Н. Асеева, 1960; Изд.: Григоренко В. Хоровые произведения.— М." 1973.
- «Эй, не стой на путях». Стихи В. Харитонова, 1960; Изд.: Григоренко В. Настроения.— М., 1981.
- «Песни мужества». Оратория для солистов, смешанного хора и симфонического оркестра, в 6-ти частях. Слова народные, 1962.Рукопись.
- «Вечный огонь». Стихи В. Панченко, 1963; Изд.: Григоренко В. Хоровые произведения.— М., 1973.
- «Скоро лету конец». Стихи П. Бровки, 1964; Изд.: Григоренко В. Хоровые произведения.— М., 1973.
- «Орел сизокрылый». Народная песня о Ленине. Обработка для смешанного хора, 1964; Изд.: М., 1966
- «Как умирала береза». Стихи В. Кулемина, 1965; Изд.: Григоренко В. Хоровые произведения.— М., 1973.
- «Пеночка». Стихи Вас. Журавлева, 1965; Изд.: Григоренко В. Хоровые произведения.— М., 1973.
- «Память моя». Стихи М. Танка, 1965; Изд.: Григоренко В. Настроения.— М., 1981.
- «Рыбацкая перекличка». Стихи В. Семернина. (Хор в сопровождении фортепиано), 1966; Изд.: М., 1968.
- «Родина». Стихи В. Семернина. (Хор без сопровождения), 1966; Изд.: Григоренко В. Хоровые произведения.— М., 1973.
- «Минор». Стихи В. Семернина. (Хор без сопровождения), 1968; Изд.: Григоренко В. Хоровые произведения,— М., 1973.
- «Подари мне платок». Стихи М. Агашиной, 1969; Изд.: Григоренко В. Хоровые произведения.— М., 1973.
- «Отшумевший хор». Триптих для мужского хора без сопровождения. Стихи Б. Гайкович, 1969; Изд.: Григоренко В. Хоровые произведения.— М., 1973.
- «Что составляет наше достоянье». (Хор без сопровождения). Стихи К. Кулиева, 1970; Изд.: Григоренко В. Хоровые произведения.— М., 1973.
- «Дальние дали». (Хор без сопровождения). Стихи В. Семернина, 1977; Изд.: Григоренко В. Настроения.— М., 1981.
- «Яблоки». (Хор без сопровождения). Стихи В. Татаринова, 1977; Изд.: М., 1978.
- «Поднимающим знамя». Оратория для солистов, смешанного хора и симфонического оркестра в 7-ми частях. Стихи В. Татаринова, 1977. Изданы отдельные части.
- «Родине». Цикл из 6-ти хоров без сопровождения. Стихи В. Татаринова, 1978; Изд.: // Хоры советских композиторов без сопровождения.— М., 1979. Вып. 16.
- Вокализ памяти Н. Демьянова. (Хор без сопровождения), 1978; Изд.: Григоренко В. Настроения.— М., 1981
- «Колокола». (Хор без сопровождения). Стихи В. Семернина, 1978; Изд.: Григоренко В. Настроения.— М., 1981.
- «Песня лета». (Хор без сопровождения). Стихи В. Семернина, 1978; Изд.: Григоренко В. Настроения.— М., 1981.
- «Листья». (Хор без сопровождения). Стихи В. Семернина, 1978; Ичд.: Григоренко В. Настроения.— М., 1981.
- «Кто ж тебя знал?» Стихи А. Твардовского. (Женский хор без сопровождения), 1978; Изд.: Григоренко В. Настроения.— М., 1981.
- «Настроения». Цикл (из 10 хоров) лирических миниатюр для смешанного хора без сопровождения. Стихи В. Татаринова, 1979; Изд.: Григоренко В. Настроения.— М., 1981.
- Три хора (без сопровождения) на стихи Ф. Тютчева: Из края в край; Люблю глаза твои; Баллада. Изд.: Григоренко В. Настроения.— М., 1981.
- 7 женских хоров на стихи В. Татаринова («Полнолунье», -Скоро…", «Спроси у сердца своего», «Травиночка» и другие), 1981. Издано частично: // Репертуар самодеятельного хора.— М., 1983. Вып. 19.
- Концерт для двух хоров на слова Н. Гоголя, в 4-х частях, 1982. Изд.: // Хоровой концерт.— М., 1985. Вып. 2.
- «Гори, мое сердце!» Цикл из 4-х хоров на стихи пролетарских щитов, 1982. Изд.: // Репертуар самодеятельного хора.— М., 1983. Вып. 20:
- «Победитель». Триптих для смешанного хора без сопровождения на стихи советских поэтов, 1982. Изд.: // Репертуар самодеятельного хора.— М., 1985. Вып. 21.
- Три хора на стихи А. Малышко, 1982. Издано частично, 1985.
- «Призыв к миру». (Строфы А. Блока). Оратория для солистов, смешанного хора, хора владимирских рожечников (духовых инструментов) и ударных инструментов, 1983. Рукопись.
- «Москва». Диптих для смешанного хора и гуслей. Стихи М. Лермонтова, 1983. Изд.: // Слава отечеству.— М., 1984.

Произведения для русского народного хора
- Цикл обработок (из 10 хоров) песен села Николаевка Татарской ЛССР (по материалам экспедиции по следам Н. Пальчикова), 1965. Изд.: Григоренко В. Русские народные песни. М., 1971.
- Цикл (из 10 хоров) обработок песен средней России, 1967. Изд.: Григоренко В. Русские народные песни. М., 1971.
- Цикл (из 10 хоров) обработок песен средней России, 1968. Изд.: Репертуар русских народных хоров. М., 1974. Вып. 21
- Цикл (из 10 хоров) обработок песен Пермской обл., 1969. Изд.: Люблю я землю эту. М., 1976.
- «Слово Ленина». Хор в сопровождении фортепиано (баяна). Слова В. Татаринова, 1969. Изд.: Григоренко В. Дали голубые. М., 1977.
- «Север, север…». Женский хор в сопровождении фортепиано (баяна). Стихи В. Семернина, 1970. Изд.: М., 1974.
- «По заречью, по заручью». Женский хор без сопровождения. Стихи О. Фокиной, 1970. Изд.: Григоренко В. Дали голубые. М., 1977. Грамзапись—"Мелодия", С 20—16961—2.
- Песня о Дзержинском. Мужской хор без сопровождения, Стихи М. Лапирова, 1971. Изд.: Григоренко В. Хоровые произведения. М., 1973.
- «Дочь лесника». Мужской хор без сопровождения. Стихи В. Кузнецова, 1971. Изд.: Григоренко В. Дали голубые. М.,1977.
- «Я тропинкой иду». Женский хор без сопровождения. Стихи Н. Карева, 1972. Изд.: М., 1973.
- «Молодые хлеборобы». Для мужского хора в сопровождении фортепиано (баяна), 1972. Изд.: М., 1972.
- «А я из детства ухожу». Женский хор без сопровождения. Стихи В. Кузнецова, 1973. Изд.: Григоренко В. Дали голубые. М., 1977.
- «Дали голубые». Сюита для солистов, народного хора в сопровождении баянов (фортепиано) в 5 частях. Стихи Ю. Полухина, 1974. Изд.: Григоренко В. Дали голубые. М., 1977. Грамзапись— «Мелодия», С20—16961—2.
- «Не была я любима». Женский хор без сопровождения. Стихи В. Семернина, 1975. Изд.: Григоренко В. Дали голубые. М., 1977.
- Песня о трактористе Анатолии Мерзлове. Для смешанного хора без сопровождения. Стихи Е. Карасева, 1975. Изд.: Григоренко В. Дали голубые. М., 1977.
- «Власть Советам». Для смешанного хора без сопровождения. Стихи В. Семернина, 1975. Изд.: Григоренко В. Дали голубые. М., 1977.
- «Щедро солнце льет лучи». Хор без сопровождения. Стихи В. Семернина, 1976. Изд.: Григоренко В. Дали голубые. М., 1977. Грамзапись — «Мелодия», С20—16961—2.
- «Песня поля». Хор без сопровождения. Стихи В. Семернина, 1976. Изд.: Григоренко В. Дали голубые. М., 1977. Грамзапись— «Мелодия», С20—16961—2.
- «Летят утки над землею». Женский хор без сопровождения. Стихи В. Семернина, 1976. Изд.: Григоренко В. Дали голубые. М., 1977. Грамзапись — «Мелодия». Указ. диск.
- «Твори земные чудеса». Хор в сопровождении фортепиано (баяна). Стихи В. Татаринова, 1982. Изд.: Поет рабочий класс. М., 1983.
- «Кормилица-землица». Хор в сопровождении фортепиано (баяна). Стихи В. Татаринова, 1982. Изд.: Поет русский народный хор. М., 1984. Вып. 5.
- «Все нам земля подарила». Хор в сопровождении фортепиано 1 (баяна). Стихи В. Семернина, 1983. Изд.: Клубные вечера. М., 1985. Вып. 17.
- «Песни России». Хор в сопровождении фортепиано (баяна). Стихи В. Семернина, 1983. Изд.: // Репертуар русских народных хоров. М., 1984. Вып. 30.
- «Ой, вы, девичьи страдания». Хор в сопровождении фортепиано (баяна). Стихи В. Семернина, 1983. Изд.: // Репертуар русских народных хоров. М., 1984. Вып. 30.
- «В огороде бузина». Хор без сопровождения. Стихи В. Татаринова, 1983. Рукопись.
- «Гармонист». Хор в сопровождении фортепиано (баяна). Стихи В. Татаринова, 1983. Изд.: // Поет русский народный хор. М., 1985. Нып. 6.
- «Жаркие дни страды». Мужской хор без сопровождения. Стихи В. Татаринова, 1983. Изд.: // Поет самодеятельный хор. М., 1985. Вып. 6.
- «Заздравная». Мужской хор без сопровождения. Стихи И. Дре-мова, 1983. Изд.: // Поет самодеятельный хор. М., 1985. Вып. 6.
- «Фронтовые девчата». Кантата для солиста, чтеца, смешанного хора и ансамбля народных инструментов в 5 частях. Стихи Бялосинской, 1984. Изд.: // Репертуар русских народных хоров. М., 1985. Вып. 31 (3 части).
- «Счастье там, впереди». Цикл из 6-ти хоров без сопровождения и в сопровождении фортепиано (баяна). Стихи В. Татаринова. Рукопись.
- Книга (в соавторстве с С. И. Пушкиной) «Приокские народные песни».— М., 1970.

## Семья
Отец — Григоренко Марк Кириллович. Мать — Григоренко Тамара Даниловна.
Супруги — Пушкина Светлана Ивановна, Григоренко Надежда Николаевна.
Дети — Григоренко Максим Валерьевич.

## Мультимедиа
- По заречью, по заручью. Слова О.Фокиной. Хор русской песни ВР и ЦТ под рук. Н. Кутузова.
- Петербургская славна дорожка. Хор русской песни ВР и ЦТ под рук. Н. Кутузова.
- Золотое кольцо. Слова Ю.Полухина.
- Да здравствует комедия! Мир вам, небесные гости. Слова Н. Гоголя Хор под управлением А. Кожевникова.